# Manila (Utah)
Manila – miasto w Stanach Zjednoczonych, w stanie Utah, siedziba administracyjna hrabstwa Daggett.